# Efrem Kurtz
Efrem Kurtz (San Pietroburgo, 7 novembre 1900 – Londra, 27 giugno 1995) è stato un direttore d'orchestra russo naturalizzato statunitense.

## Biografia
Formatosi al Conservatorio della sua città natale con Cerepnin e Glazunov, ha proseguito gli studi all'Università di Riga e al Conservatorio Stern di Berlino. Ha iniziato l'attività direttoriale nel 1921 in Germania e in Polonia, passando nel 1924 alla direzione d'Orchestra di Stoccarda. Si è in seguito distinto come direttore dei balletti di A. Pavlova e dei Balletti Russi di Montecarlo. Nel 1943, trasferitosi negli Stati Uniti, è stato nominato direttore della Kansas City Philharmonic Orchestra. Nel 1948 è stato invitato alla direzione della Houston Symphony Orchestra e nel 1955 della Filarmonica di Liverpool, proseguendo poi senza legami stabili. È stato apprezzato come interprete del repertorio classico-romantico. Negli ultimi anni si è trasferito in Svizzera, a Gstaad.

## Repertorio
Oltre ad aver diretto molte musiche da film (come le musiche di Jacques Ibert per il Macbeth di Orson Welles) si è distinto per l'interpretazione di brani di Shostakovich, di Ernest Bloch e di Heitor Villa-Lobos.